# MasterChef
Masterchef er et madlavnings Tv-show franchise, der startede med Masterchef på BBC i 1990. Det har siden udvidet sig til mange versioner i andre lande.

## Internationale tilpasninger
| Land         | Navn                            | Vært                                             | Kanal              | Sendt år                                                     |
| ------------ | ------------------------------- | ------------------------------------------------ | ------------------ | ------------------------------------------------------------ |
| Australien   | MasterChef Australia            | Sarah Wilson Gary Mehigan George Calombaris      | Network Ten        | 27. juli 2009                                                |
| Australien   | Celebrity MasterChef Australia  | George Calombaris Gary Mehigan                   | Network Ten        | 30. september 2009                                           |
| Australien   | Junior MasterChef Australia     | George Calombaris Gary Mehigan Anna Gare         | Network Ten        | 12. september 2010                                           |
| Belgien      | MasterChef                      | Dina Tersago Wout Bru Jean-Paul Perez            | vtm                | 28. juni 2010 – 29. juni 2010 4. juli 2011 – 18. august 2011 |
| Kroatien     | MasterChef Hrvatska             | Jasna Nanut                                      | Nova TV            | 21. marst 2011                                               |
| Danmark      | Masterchef Danmark              | Thomas Herman Henrik Yde-Andersen Anders Aagaard | TV3                | 5. september 2011                                            |
| Finland      | MasterChef Suomi                |                                                  | Nelonen            | januar 2011                                                  |
| Frankrig     | MasterChef                      | Carole Rousseau                                  | TF1                | 19 august 2010                                               |
| Tyskland     | Deutschlands Meisterkoch        |                                                  | Sat.1              | 2010                                                         |
| Grækenland   | MasterChef Greece               | Eugenia Manolidou                                | Mega Channel       | 2010                                                         |
| Grækenland   | Junior MasterChef Greece        | Eugenia Manolidou                                | Mega Channel       | oktober 2011                                                 |
| Indien       | MasterChef India                | Akshay Kumar                                     | Star Plus          | 16 oktober 2010                                              |
| Indonesien   | MasterChef Indonesia            |                                                  | RCTI               | 1 maj 2011                                                   |
| Irland       | Masterchef Ireland              | Dylan McGrath                                    | RTÉ TWO            | september 2011                                               |
| Israel       | מאסטר שף MasterChef Israel      | Haim Cohen                                       | Channel 2 (Keshet) | 14 oktober 2010                                              |
| Italien      | MasterChef Italia               |                                                  | Cielo              | 21 september 2011                                            |
| Malaysia     | MasterChef Malaysia             |                                                  | Astro Ria          | 22 oktober 2011                                              |
| Holland      | MasterChef                      | Renate Verbaan                                   | Net 5              | 26 september 2010                                            |
| New Zealand  | MasterChef New Zealand          |                                                  | TV One             | 3 February 2010                                              |
| Norge        | Masterchef Norge                | Jenny Skavlan                                    | TV3                | 16 Marts 2010                                                |
| Peru         | MasterChef Perú                 | Gastón Acurio                                    | América Televisión | 28 august 2011                                               |
| Filippinerne | Junior MasterChef Pinoy Edition | Judy Ann Santos                                  | ABS-CBN            | 27 august 2011                                               |
| Filippinerne | MasterChef Pinoy Edition        | Judy Ann Santos                                  | ABS-CBN            | TBA 2011/2012                                                |
| Portugal     | MasterChef                      | Sílvia Alberto                                   | RTP                | 9 juli 2011                                                  |
| Rumænien     | Masterchef Romania              |                                                  | ProTV              | 2011                                                         |
| Sverige      | Sveriges mästerkock             |                                                  | TV4                | 12 januar 2011                                               |
| Tyrkiet      | MasterChef Türkiye              | Vural Özkandan                                   | Show TV            | foråret 2010                                                 |
| Ukraine      | МастерШеф MasterShef            |                                                  | СТБ                | 31 august 2011                                               |
| USA          | MasterChef USA                  | Gary Rhodes                                      | PBS                | 2000-2001                                                    |
| USA          | MasterChef                      | Gordon Ramsay                                    | Fox                | 27 juli 2010                                                 |